# 沈嵩生
沈嵩生（1933年—1998年3月14日），男，浙江海宁人，中国电影教育家，文艺理论家。

## 生平
1950年考入金陵大学（1952年并于南京大学）电影与播音专修科，师从电影教育家孙明经等人；1952年随金大电影播音专修科迁往北京组建北京电影学校（1956年改为北京电影学院），之后在校任教。历任北京电影学院讲师、文学系主任、副教授、院长，曾连续出任三届院长。期间，完善北京电影学院七个系、十二个专业的教学体系；提倡学术自由、教学严肃认真、人际关系开放协和的氛围。
1998年3月14日在北京逝世。

## 社会兼职
曾任国务院学位委员会第二届学科评议组成员，中国电影家协会第五届理事，中国高等院校影视学会会长等职。

## 著作
遗著有《电影学原理》，《世界电影发展史》等。拍摄有新闻纪录片《摩托车运动》等。